# Cseh Kalózpárt
A Cseh Kalózpárt (csehül Pirátská Strana) egy csehországi politikai párt.

## Története
A pártot 2009 nyarán alapították meg. A párt nem jutott be a 2010-es és 2013-as parlamenti választásokon. Azonban a párt 2017-ben 10,79 százalékot szerzett és ezzel 22 mandátumot ért el a 200 fős parlamentben.